# Eumenes sericeus
Eumenes sericeus är en stekelart som beskrevs av Henri Saussure 1852. Eumenes sericeus ingår i släktet krukmakargetingar, och familjen Eumenidae. Inga underarter finns listade i Catalogue of Life.